# لارنس جانسون (تیرانداز)
لارنس جانسون (انگلیسی: Lawrence Johnson؛ زادهٔ may ۷, ۱۹۷۴ (۵۰ سال)) ورزشکار دو و میدانی اهل ایالات متحده آمریکا است.
وی در مسابقات کشوری و بین‌المللی در مجموع برندهٔ ۱ مدال طلا، ۲ مدال نقره شده‌است.